# Noraphat Kaikaew
Noraphat Kaikaew (Thai: นรภัทร ไก่แก้วRTGS: Noraphat Kaikaew); sinh ngày 19 tháng 6 năm 1990), là một cầu thủ bóng đá người Thái Lan.